# Contalmaison
Contalmaison è un comune francese di 123 abitanti situato nel dipartimento della Somme nella regione dell'Alta Francia.

## Società

### Evoluzione demografica
Abitanti censiti